# ماريا أورورا فون شبيجل

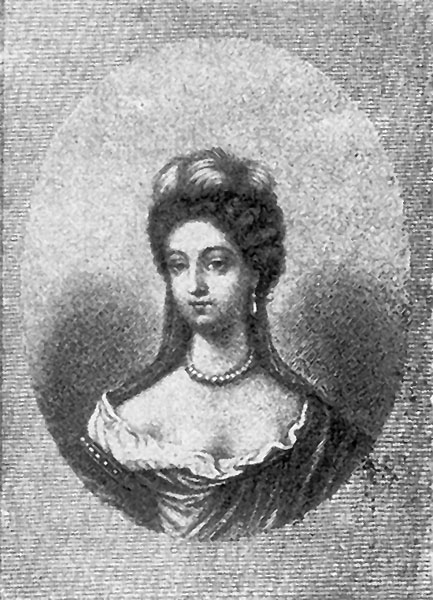
فاطمة كاريمان

ماريا أورورا فون شبيجل (من مواليد عام 1681 - وتُوفيت في عام 1733)، يُشار إليها أيضًا باسم فاطمة، فاطمة كريمان أو فاطمة فون كريمان، هي عثمانية تركية اشتهرت بكونها عشيقة الملك أغسطس الثاني القوي. كانت فاطمة واحدة من العديد من الأسرى الأتراك خلال معركة بودا. أُحضرت فاطمة إلى البلاط الملكي في أوروبا، بما في ذلك السويد وبولندا وساكسونيا ، وتدربت كسيدة تنتظر دورها كوصيفة.

## حياتها

### حياتها المبكرة
خلال إعادة فتح الإمبراطورية الرومانية المقدسة لبودا (بودابست) من الإمبراطورية العثمانية في عام 1686، أخذ جنود الجيش الإمبراطوري العبيد والممتلكات التابعة للأتراك. أخذ البارون السويدي ألكسندر إرسكين أربع نساء: رازيي (روزيا)؛ وآسيي (آيسيا)؛ وأمينة، وفاطمة. زعمت فاطمة أنها زوجة أحد الملالي (رجل دين مسلم). [بحاجة لمصدر]
عاد البارون إرسكين إلى السويد مع فيليب كريستوف فون كونيجسمارك، وأعطى فاطمة لشقيقة فيليب، الكونتيسة ماريا أورورا فون كونيجسمارك. تم تعميد النساء الأربع في ستوكهولم في 7 نوفمبر 1686 بحضور البلاط الملكي. كان ولي العهد الأمير كارل الثاني عشر وأورورا فون كونيجسمك يقومان بدور العراب أثناء معمودية فاطمة، وكان يُطلق عليها اسم (ماريا أورورا) بعد ماريا أورورا فون كونيجسمارك. درست فاطمة الآداب واللغة الفرنسية وأصبحت رفيقة لأورونا فون كونيجسمارك.

### عشيقة الملك
في عام 1691، سارت فاطمة عاى درب العشيقات إلى ساكسونيا وبولندا، حيث أصبحت أورورا فون كونيجسمارك العشيقة الملكية للملك أوغسطس، والذي رآها غالبًا عندما كانت حاضرة في زيارات الملك لأورورا فون كونيجسمارك، وفي عام 1701 استُبدلت أورورا بصفتها العشيقة الملكية. زوّجها أوغسطس في عام 1706 إلى يوهان جورج شبيجل الذي توفي في 1715 قبل فترة وجيزة من الاعتقال في حصن سوننشتاين.
اعترف أوغسطس بأطفاله منها، وهو ما لم يفعله مع جميع عشيقاته، وبدا أنه كان يحبها. كان يعود أغسطس إليها غالباً أثناءعلاقاته الأخرى. أصبحت فاطمة أم الملك أوغست من الكونت فريدريك أوغستوس روتسكي والكونتيسة كاتارينا روتوسكا (ولدت عام 1706)، وتزوجت من الجنرال الكونت كلاوديوس ماريا فون بيليغارد (المولود في بييمونتي، والمُتوفَي في فرنسا عام 1755)، والذي شغل منصب سفير محكمة تورينو.

## حياتها في وقت لاحق
ظلت ماريا شخصية محورية داخل البلاط الملكي بعد أن انتهت علاقتها مع أغسطس، وكوّنت صداقة جيدة مع برزبيندوسكا المؤثرة، صاحبة العلاقة الحميمة مع الكونت فليمنج. بعد وفاة الملك في 1733، أوصى لها بمبلغ 8000 تالر في وصيته.